# Wiwczarnia
Wiwczarnia (ukr. Вівчарня) – wieś na Ukrainie, w obwodzie winnickim, w rejonie czerniweckim. W 2001 roku liczyła 24 mieszkańców.